# Cian Uijtdebroeks
Cian Uijtdebroeks (ur. 28 lutego 2003) – belgijski kolarz szosowy.

## Osiągnięcia
Opracowano na podstawie:

2020
- 1. miejsce w Kuurne-Bruksela-Kuurne juniorów

2021
- 1. miejsce w Grand Prix West Bohemia
- 1. miejsce w Classique des Alpes juniors
- 2. miejsce w Gran Premio Eccellenze Valli del Soligo
- 2. miejsce w Trofeo Guido Dorigo
- 1. miejsce w mistrzostwach Belgii juniorów (jazda indywidualna na czas)
- 2. miejsce w Tour du Valromey
  - 1. miejsce w klasyfikacji górskiej
  - 1. miejsce na 2. etapie
- 1. miejsce w Aubel-Thimister-Stavelot
  - 1. miejsce w klasyfikacji górskiej
  - 1. miejsce na etapie 2a (jazda drużynowa na czas)
- 3. miejsce w Wyścigu Pokoju Juniorów
  - 1. miejsce na etapie 2a
- 2. miejsce w mistrzostwach Europy juniorów (jazda indywidualna na czas)

2022
- 3. miejsce w Sibiu Cycling Tour
  - 1. miejsce w klasyfikacji młodzieżowej
- 1. miejsce w Tour de l’Avenir
  - 1. miejsce w klasyfikacji młodzieżowej
  - 1. miejsce w klasyfikacji górskiej
  - 1. miejsce na 7. i 8. etapie